# Everipedia
Everipedia é uma enciclopédia online, baseada em wiki e lançada em dezembro de 2014 como concorrente da Wikipédia. O nome do site é uma siglonimização das palavras "everything" (tudo) e "encyclopedia" (enciclopédia). O website é de propriedade da Everipedia, Inc. A empresa está sediada em Westwood, Los Angeles, Califórnia. Desde dezembro de 2017, a Everipedia é a maior enciclopédia de língua inglesa, de acordo com a The Next Web, e tem mais de seis milhões de artigos, de acordo com o The Block. O site permite uma gama de artigos significativamente maior do que na Wikipédia em inglês porque seus critérios de notoriedade são menores.
A Everipedia foi co-fundada por Sam Kazemian, Theodor Forselius, Travis Moore, Mahbod Moghadam, George Beall, e Christian Deciga, tendo Kazemian como presidente, Forselius como diretor executivo, Moore como diretor técnico, Moghadam como gerenciador da comunidade online, Deciga como editor executivo e desenvolvedor do software para iOS. Em dezembro de 2017, o site anunciou que o co-fundador da Wikipédia, Larry Sanger, se juntou como diretor de informática.
A Everipedia pretende construir a enciclopédia online mais acessível e não ser tão restritiva quanto a Wikipédia. A empresa pretende abordar os fatores críticos comumente citados para a desaceleração da Wikipédia, como o delecionismo. A interface do site é semelhante ao Facebook, ao contrário da sintaxe complicada da Wikipédia. A Everipedia adaptou os elementos das redes sociais, como deixar as celebridades se comunicarem com os fãs. A mesma permite aos usuários criar páginas sobre qualquer assunto e qualquer pessoa pode contribuir com um artigo criando uma conta. O site foi criticado por apresentar informações falsas sobre notícias recentes.
Em 6 de dezembro de 2017, a empresa anunciou planos para converter-se em tecnologia blockchain e trabalhar em uma criptomoeda chamada IQ, para incentivar a geração de informações. Os tokens do IQ destinam-se a ser permutáveis para o bitcoin. Um dos objetivos da empresa é impedir que certos países bloqueiem o conteúdo, pela integração do modelo de blockchain. Uma vez que a Everipedia é descentralizada e hospedada na plataforma EOS, países como Turquia e Irã que bloqueiam a Wikipédia não poderão mais bloqueá-la, através de sua tecnologia.

## História

### Antecedentes
Everipedia é uma empresa com fins lucrativos, não uma fundação. Em inglês, Everipedia é pronunciada ev-ree-pee-dee-a. O nome do site é um siglonimização das palavras "tudo" e "enciclopédia". O website é de propriedade da Everipedia, Inc. A empresa está sediada em uma cobertura de dois andares em Westwood, Los Angeles, Califórnia, perto da UCLA. Seus fundadores chamaram o site de uma "Wikipédia ridicularizada". Ele se descreve como "a enciclopédia de tudo".

### Origens
A Everipedia foi fundada em dezembro de 2014. Em 2015, o site começou a intencionar-se como uma alternativa mais inovadora e inclusiva à Wikipedia, de acordo com a empresa. Iniciou-se como um pequeno projeto de Sam Kazemian e Theodor Forselius no dormitório de Kazemian na UCLA em dezembro de 2014. Forselius estava visitando Kazemian na universidade. Ambos reconheceram rapidamente que tinham a mesma expectativa de como acreditavam que a internet mudaria nos próximos anos e, portanto, eles estabelecem um projeto inicial que se tornaria a Everipedia. Moghadam estava planejando se aposentar depois de uma partida áspera da empresa que ele havia co-fundado, a Rap Genius (também conhecida como Genius) estava na UCLA quando Kazemian se aproximou-se e anunciou a entrada de Mahbod Moghadam na Everipedia. Moghadam estava frustrado pelo fato de que o artigo da Wikipédia sobre ele continuar sendo excluído. Em 2016, em uma entrevista para a Breitbart News, ele explicou como a experiência de ver seu artigo da Everipedia "o moveu", ajudando-o a entender melhor a ideia de Kazemian. Em maio de 2015, Moghadam se juntou à Everipedia como co-fundador.
Dave Liebowitz começou a editar a Everipedia em 2016, depois de ler uma postagem no Facebook de Moghadam sobre estágios. Depois de reconhecer que a empresa poderia ser uma ótima oportunidade para ele, o mesmo passou seu verão aprendendo a ser um colaborador qualificado. Liebowitz é um editor executivo da empresa, uma posição que lhe foi oferecida em 2016 por Moghadam. Navin Vethanayagam é um editor executivo e um dos membros da equipe fundadora da Everipedia desde 2016. Romi Ezzo é editor executivo da Everipedia. Angel Ordaz é editor executivo da empresa. Em outubro de 2015, George Beall foi apresentado aos fundadores da Everipedia em uma conferência na Universidade Politécnica do Estado da Califórnia, Pomona. Depois de sair da Touch Tiles, Beall juntou-se ao grupo de co-fundadores em janeiro de 2016. Beall planejou voltar para a Universidade da Pensilvânia até o outono de 2016 para continuar sua educação. Beall já não está na empresa. Desde junho de 2016, existem seis co-fundadores e um grupo de cerca de dez pessoas. Em janeiro de 2017, eles tinham oito trabalhadores a tempo interino, incluindo dois desenvolvedores. Em fevereiro de 2018, eles possuíam 14 trabalhadores a tempo interino.

### Estatísticas
Em novembro de 2015, a Everipedia afirmou que possuía 10 mil páginas, e em março de 2016 disse que tinha cerca de 200 mil publicadas. Relatou cerca de 100 mil visualizações por mês em novembro de 2015. Em dezembro de 2017, informou que tem cerca de 2 a 3 milhões de usuários distintos mensalmente e cerca de 3,5 a 5 milhões de visualizações mensais. Sua posição no ranking de sites mais visitados, pelo Alexa, foi de 6.306 nos Estados Unidos, em 15 de fevereiro de 2018. Em 2015, o mesmo tinha uma pequena comunidade de editores dos EUA. Existem comunidades no Brasil, China, Alemanha e Índia. A maioria dos artigos está em inglês. A empresa disse em 2017 que possui 17 mil editores registrados e 2.000 editores ativos. O site tem leitores em mais de 100 países.

### Resultados no mecanismo de pesquisa
A Everipedia observou que o modelo da Wikipédia para a prevalência no mecanismo de busca está pronto para interrupção e mudança, de acordo com a Forbes. A Everipedia pretende ‎redesenhar a enciclopédia online e, para fazer isso, "eles são obrigados a comandar uma poderosa autoridade no mecanismo de busca, semelhante à presença dominante da Wikipédia em todos os resultados do Google", de acordo com a Forbes. "Todas as nossas páginas em dispositivos móveis são criadas com a plataforma AMP (Accelerated Mobile Page) do Google, que dá prioridade às nossas páginas no SERP (página de resultados) do Google sob os concorrentes. A plataforma AMP também melhora significativamente a velocidade de nossas páginas em conexões lentas 3G/4G que, por sua vez, diminui a taxa de rejeição e sinaliza ao Google que a página é amigável ao usuário", disse Forselius. O site muitas vezes apareceu no resultado inicial. O mesmo frequentemente aparece como um resultado de pesquisa superior para notícias e pessoas associadas à faculdade.

### Financiamento semente e modelo de receita
A empresa aumentou o capital e trouxe investidores-anjo. Em julho de 2015, a empresa obteve seu primeiro financiamento semente da Mucker Capital. Em abril de 2016, a empresa arrecadou $120 mil da Mucker Capital e $400.000 de investidores-anjo. Eles arrecadaram cerca de $130 mil do Wefunder. Em janeiro de 2017, arrecadaram $700 mil de investidores-anjo. Os investidores-anjo incluem David Segura e David Petersen, o co-fundador e CEO da BuildZoom. Foi anunciado em 8 de fevereiro de 2018 que a empresa arrecadou $30 milhões em fundos liderados pelo EOS.io da Galaxy Digital. A empresa planeja usar as finanças para iniciar sua rede peer-to-peer e expandir a comunidade globalmente.
Em 2016, a empresa afirmou que valia $10 milhões. A empresa, em 2017, foi avaliada em $22 milhões, de acordo com a Forbes. Em novembro de 2015, o modelo de receita era divulgar os artigos da Everipedia em outros artigos em uma seção "ver também". Na metade do ano de 2016, o site continha cerca de três propagandas em artigos selecionados. Em 2016, o site gerou a maior parte da sua receita com propagandas. Em 2017, os anúncios de banner geraram cerca de $150 a $300 por dia. Em 2017, havia no final de cada artigo, "Anuncie" que direcionasse a informações para potenciais patrocinadores.

### Blockchain
"Wikia, como a Wikipédia, usa um software realmente antigo que foi construído em 2001. Enquanto isso, existem todos esses novos e modernos sites de conhecimento de multidões como Rap Genius, Quora e StackOverflow, mas ninguém tentou atacar a besta original — um wiki de tudo — com as ferramentas novas e modernas. É o que a Everipedia pretende fazer. "

— Sam Kazemian, disse a Boing Boing em 2017.
Em 6 de dezembro de 2017, a empresa anunciou planos para gerar edições e armazenar informações usando a blockchain EOS. O blockchain é uma tecnologia de armazenamento e transmissão em nuvem segura, visível e descentralizada. Eles planejam trabalhar em um token de criptografia chamado IQ para incentivar a geração de conteúdo. A Steemit, que dá criptograma aos usuários que fornecem conteúdo para uma rede social, é o modelo que a Everipedia quer empregar para a sua enciclopédia. Estão combinando a cadeia de bloqueios EOS e o InterPlanetary File System, que é um pouco de um servidor descentralizado, que será usado para abrigar os arquivos de dados mais pesados, como vídeo e imagens. Em 6 de dezembro de 2017, a Everipedia também afirmou que está construindo uma rede wiki peer-to-peer que adiciona um sistema de incentivo. Eles estão utilizando o conceito de bitcoin para incentivar editores com tokens que possuem um valor monetário legítimo. Eventualmente, os tokens podem ser comprados e vendidos nas trocas. Cada conta recebe QI por sua edição, que se destina a ser resgatável por bitcoin ou equidade na Everipedia. Depois que o blockchain for implementado, a empresa converterá os pontos em uma moeda simbólica. O sistema 'tokenizado' permite que cada usuário se torne um interveniente na rede. Cada editor colocará seu token em jogo para cada edição. Se o seu contributo é aceito, o usuário recupera o token, que terá obtido valor proporcionalmente ao conteúdo adicionado. Se a edição não for aceita, o usuário não recuperará o token. A empresa espera que este sistema 'tokenizado' produza informações mais precisas e confiáveis em comparação com um wiki convencional, que não fornece nenhuma compensação monetária desses para editores.
Um rascunho inédito do relatório branco da Everipedia, dado ao CoinDesk em 2017, diz que não menos da metade do total de 100 milhões de QI serão alocados em uma oferta inicial de moedas (ICO) e 30% serão cunhadas nos próximos 100 anos para pagar contribuidores e validadores para suas edições. Vinte por cento dos tokens serão reservados para cobrir os custos de desenvolvimento. Os tokens não serão distribuídos como oferta inicial de moedas, mas sim como airdrop. "O IQ será transmitido para a lista de distribuição EOS no final de fevereiro", disse Forselius a Inverse em fevereiro de 2018. "A rede Everipedia é planejada para o lançamento junto com a rede principal da EOS em junho de 2018," conforme Forselius. Os tokens são planejados para serem alocados gratuitamente a qualquer pessoa que no momento tenha tokens no site Everipedia.
Em setembro de 2017, o co-fundador da Wikipédia, Larry Sanger, tornou-se o diretor de informática da Everipedia. Em 6 de dezembro de 2017, eles anunciaram que Sanger se juntou à empresa. Sanger se juntou à Everipedia, porque a cadeia de bloqueios permite que o site ultrapasse as limitações que resultaram em ele deixando a Wikipédia. Sanger escreve: "Nós não só tornaremos a Everipedia mais abrangente quanto a Wikipédia, no meu papel, ajudarei a criar uma estrutura neutra que permita ao mundo encontrar os melhores artigos de enciclopédia em todos os tópicos". A Everipedia espera que ao armazenar informações em uma rede peer-to-peer, que se livra dos custos de hospedagem, reduzirá a necessidade de fazer backup de seu conteúdo com propagandas e doações. O modelo blockchain não possui servidores centralizados, eliminando o custo dos servidores.
Websites como Google, Facebook e Wikipédia podem ter seus endereços IP de servidores atribuídos bloqueados pelos governos. Ao descentralizar via blockchain, o conteúdo não pode ser censurado. Na Turquia, por exemplo, a Wikipédia está bloqueada, mas se fosse descentralizada o governo não conseguiria impedir que suas pessoas acessassem o site porque teria que bloquear um número incontável de endereços. "Tecnicamente, torna-se impossível censurar esses sites. Assim que lançamos, as pessoas poderão acessar artigos da Everipedia – e artigos da Wikipédia – e não há absolutamente nada que esses países possam fazer sobre isso", afirmou Forselius em 2017. "Com a censura, há sites espelhados, mas esses são principalmente somente leitura. Ao mudar para a blockchain, não somos apenas legíveis, mas também efetivamente editáveis também, para que alguém que nos acessa de uma área censurada pode também contribuir", Travis Moore disse à VatorNews em 2018. A blockchain será iniciada no início de 2018. No início de 2017, a Lunyr propôs planos para uma enciclopédia centrada em blockchain.

## Conteúdo

### Acessibilidade e desenvolvimento de artigos
A intenção da empresa é ser a enciclopédia online mais acessível, compartilhar e gerar informações de forma que não seja tão restritiva quanto a Wikipédia. Tem como objetivo abordar os fatores críticos comumente citados para a desaceleração da Wikipédia, como o delecionismo, edição móvel inferior e falta de entusiasmo pela inclusão. A Everipedia pretende construir um grupo diferente de editores. "Nós permitimos mais informações, mais páginas, temos uma interface de usuário melhor do que a Wikipédia e abordamos o viés inato da regra de 'legitimidade' da Wikipédia", disse George Beall. "A Wikipédia é em grande parte feita por homens brancos mais velhos", disse Forselius. "Nós tentamos nos concentrar em obter muitas edições femininas, editores mais jovens, diversas origens e etnias", acrescentou Forselius. "Algumas pessoas dizem que a Wikipédia determina quem recebe uma página em seu site se são brancos ou homens", disse Moghadam em uma entrevista em 2016. "Nosso foco todos os dias é sobre como melhorar a experiência do usuário e fazer coisas como se registrar em uma conta, criar um artigo wiki abrangente e engajar outros usuários na comunidade o mais fácil possível", disse Moore.
A maior distinção entre Everipedia e Wikipédia é semelhante a sites populares, como o Facebook. A Wikipédia não tem elementos sociais em suas páginas, ao contrário da Everipedia que usa elementos de mídia social que, por exemplo, permitem que as celebridades se comuniquem com os fãs. Como parece que o Facebook sente, fornece uma faceta de adesão para os consumidores, o que lhes permite adotar produtos com mais rapidez. O site tenta colocar diversão na edição, como a ludificação da escrita, onde os contribuintes ganham pontuações de IQ por edições, de acordo com a Boing Boing. A cultura do hip-hop recebe uma quantidade significativa de cobertura no site, como resultado de seus editores da faculdade e seus interesses. Isso também é por causa dos interesses de Moghadam, que co-fundou a Rap Genius. Os artigos contêm imagens, vídeos e GIFs.
O blockchain da Everipedia destina-se permitir a apresentação de artigos concorrentes ao invés de apresentar, por exemplo, um único artigo "França". Até o final de junho de 2018, os editores poderão avaliar artigos concorrentes e chegar a uma conclusão, de um artigo superior. A empresa está trabalhando na criação de uma estrutura para artigos classificados. Participantes e Everipedia determinarão as classificações de artigos e a ordem de colocação para cada artigo, de acordo com o que disse Sanger para a TechRepublic em 2017. Eles estão trabalhando no desenvolvimento de um conjunto de procedimentos para editores e avaliadores de artigos marcarem e serem recomendados por outros, semelhante ao LinkedIn. O site pretende permitir que os editores se marquem com seu campo de especialização, que inclui afiliações, gênero, raça, etnia, nacionalidade, afiliação partidária, ideologia e filosofia.

### Registro e criação de artigos
Qualquer pessoa pode contribuir com uma página criando uma conta. Em junho de 2016, entre 10 a 20 pessoas registraram uma conta todos os dias. O site verifica a validade do conteúdo depois que um usuário realiza quinze edições, a conta então é bloqueada até que as contribuições sejam revisadas. Novatos não recebem o direito de editar todas às páginas muito rapidamente. Eles precisam construir seus números de IQ e status antes que seus privilégios aumentem. O site tem regras mais simplificadas para contribuir em artigos do que a Wikipédia. Na Wikipédia, cerca de mil artigos são excluídos a cada semana. Em contraste, a Everipedia permite que os usuários criem qualquer página sobre qualquer coisa, desde que o conteúdo seja citado e neutro mesmo em tópicos não notáveis; Inversamente, os artigos descompactados são excluídos. Startups, celebridades e outros contribuidores podem criar seus próprios artigos, desde que o conteúdo seja fornecido.
Fontes aceitáveis incluem Twitter, Facebook, Instagram e LinkedIn. Imagens, vídeos, dados biográficos e arquivos relevantes para um artigo também são permitidos. Os editores também podem adicionar GIFs aos artigos. A Everipedia não pode ser usada como fonte primária, exceto por usuários verificados com um sinal de visto azul, caso em que são autorizados a "citar de forma autônoma" em relação aos tópicos em que possuem conhecimento pessoal. Existem contas verificadas para acadêmicos, celebridades e jornalistas. A comunidade Everipedia pode subir e reduzir qualquer citação e quando se recebe muitas desaprovaçõe ela é excluída. O formato destina-se a tornar a edição tão simples como publicar no Facebook. A interface é bastante fácil para que o conteúdo possa ser adicionado usando um telefone. A Everipedia coloca mais atenção na melhoria da funcionalidade e usabilidade do celular do que na área de trabalho. Qualquer um pode adicionar comentários diretamente aos artigos. A Everipedia pode eventualmente contratar editores mais comprometidos como gerentes da comunidade, uma vez que são lucrativos. Os editores podem obter distintivos de mérito pelo seu trabalho. Os editores que criam um número significativo de artigos relacionados à faculdade podem ser designados representantes do campus. Em junho de 2017, existiam cerca de 20 representantes do campus.
A Everipedia forneceu um serviço pago chamado Everipedia Plus. Kazemian disse à Wefunder em 2017: "pagar clientes pode obter um artigo enciclopédico profissionalmente editado sobre eles". De acordo com a empresa, os clientes recebem uma verificação azul de que o conteúdo é verificado e correto, bem como fornecido corretamente. O serviço ofereceu uma entrada personalizada que recebe "monitoramento em tempo integral de atualizações e prevenção de vandalismo", começando em $299 por ano. O serviço agora é chamado Everipedia+, que é liderado por Liebowitz.

### Conteúdo de bifurcação e variedade de artigos
Grande parte dos artigos presentes na Everipedia são cópias da Wikipédia anglófona.
Em outubro de 2017, a grande maioria das páginas da Everipedia eram cópias de artigos da Wikipédia. Um bot é responsável pela cópia do conteúdo da Wikipédia. Os artigos da Wikipédia em inglês são reorganizados e redesenhados. Em outubro de 2017, os artigos não foram atualizados regularmente como a Wikipédia, de acordo com o The Outline. Em dezembro do mesmo ano um bot comparou as mudanças e as alterações atualizadas, mas deu preferência a edições na Everipedia, de acordo com a Wired. No mesmo mês o site continha mais de seis milhões de artigos, mais do que na Wikipédia em inglês, de acordo com o The Block, e mais de 1 milhão de artigos originais criados pela comunidade Everipedia, de acordo com a Forbes. Assim, a Everipedia tornou-se a maior enciclopédia de língua inglesa, de acordo com o The Next Web, Inverse, Money.it e High Tech. O site permite uma gama significativamente maior de artigos do que na Wikipedia em inglês porque seus critérios de inclusão para notabilidade são menores. A Everipedia poderia hospedar centenas de milhões de artigos, e é possível que contenha o tipo de informação disponível apenas nas enciclopédias especializadas em bibliotecas, de acordo com Sanger. O sistema 'tokenizado' destina-se a incentivar os indivíduos a participar de um esforço cooperativo para superar o trabalho produzido pela Encyclopædia Britannica e a Wikipédia, de acordo com a The Next Web.

## Crítica
Erros inevitavelmente serão introduzidos em artigos porque a Everipedia é uma wiki, de acordo com Moghadam em 2017, na revista Paste. Várias dezenas de vândalos foram banidos do site. A comunidade Everipedia normalmente identifica um vândalo em 5 minutos, segundo relato de Kazemian para a Boing Boing, em 2017. A empresa possui um grupo de editores que analisam a atividade no site e o conteúdo que consideram esboçado é excluído. O site frequentemente se concentra em trending topics. Ele foi criticado por apresentar inicialmente informações falsas em páginas sobre notícias de última hora. Os incidentes foram identificar as pessoas erradas no tiroteio de Las Vegas Strip em 2017 e no incidente do voo 3411 da United Express.